# Hans Szewczyk
Hans Szewczyk (* 12. November 1923; † 28. November 1994 in Berlin) war ein deutscher forensischer Psychiater und Psychologe, der Pionierarbeit auf dem Gebiet der forensischen Psychiatrie sowie der Medizinischen Psychologie leistete.

## Leben
Hans Szewczyk studierte Medizin und Psychologie an der Humboldt-Universität zu Berlin und war dort bis zu seiner zweiten Promotion Assistent  bei Kurt Gottschaldt am Institut für Psychologie. Er habilitierte sich bei Karl Leonhard an der Nervenklinik der Charité, deren Abteilung für forensische Psychiatrie und Psychologie er ab 1961 leitete. Als Sachverständiger war er auch an der Neufassung des Strafgesetzbuches der DDR von 1968 beteiligt.
Zu Beginn der 1970er Jahre setzte er – erstmals in Deutschland – im Fall der Kindermorde von Eberswalde Methoden des Profiling ein.  Weitere Interessengebiete Szewczyks waren die Alkoholkrankheit und die Rauschproblematik. Gemeinsam mit Hans-Dieter Rösler hat er ein national und international beachtetes Lehrbuch der Medizinischen Psychologie verfasst, das in der Medizinerausbildung weit verbreitet war.
1974 wurde er auf den Lehrstuhl der Humboldt-Universität für Forensische Psychiatrie berufen und leitete die Abteilung für Gerichtliche Psychiatrie und Psychologie sowie den Lehrbereich Medizinische Psychologie. Weiterhin war er Vorsitzender der Sektion Klinische Psychologie (später Psychologie in der Medizin), der Gesellschaft für Ärztliche Psychotherapie der DDR. 
Hans Szewczyk wurde 1988 emeritiert.

## Veröffentlichungen (Auswahl)
Szewczyk verfasste 21 Monographien, sechs Lehrbücher und über 250 Originalarbeiten.
- mit Karl Seidel, Heinz A. F. Schulze, Gerhard Göllnitz: Neurologie und Psychiatrie einschließlich Kinderneuropsychiatrie und Gerichtliche Psychiatrie. Studentenlehrbuch. Verlag Volk und Gesundheit, Berlin 1977, (4. Auflage. ebenda 1988, ISBN 3-333-00121-7).
- als Herausgeber mit Horst Burghardt: Sexualität. Fakten, Normen, gesellschaftliche Verantwortung. Verlag Volk und Gesundheit, Berlin 1978.
- als Herausgeber: Sexualität und Partnerschaft. Verlag Volk und Gesundheit, Berlin 1982.
- mit Hans-Dieter Rösler: Medizinische Psychologie. Ein Lehrbuch für Studenten. Verlag Volk und Gesundheit, Berlin 1987, ISBN 3-333-00008-3 (Später: mit Hans-Dieter Rösler, Klaus Wildgrube: Medizinische Psychologie. Spektrum – Akademischer Verlag, Heidelberg u. a. 1996, ISBN 3-8274-0128-3).
- als Herausgeber mit Lykke Aresin, Helga Hörz, Hannes Hüttner: Lexikon der Humansexuologie. Verlag Volk und Gesundheit, Berlin 1990, ISBN 3-333-00410-0.